# میزریو
میزریو (به فرانسوی: Misérieux) یک کمون در فرانسه است که در Canton of Reyrieux واقع شده‌است.

## خصوصیات
میزریو ۷٫۴۱ کیلومترمربع مساحت و ۱٬۷۴۹ نفر جمعیت دارد و ۲۲۶ متر بالاتر از سطح دریا واقع شده‌است.